# Васил Бъчваров
Васил Любенов Бъчваров е български актьор.

## Биография
Роден е на 11 август 1943 г. в София. Завършва 23-гимназия в София, а през 1970 г. актьорско майсторство за драматичен театър във ВИТИЗ в класа на проф. Моис Бениеш. Същата година дебютира на сцената на Драматичен театър – Благоевград в ролята на Ковиел в „Буржоата благородник“ от Молиер. През 1970 – 1971 г. работи в Драматичен театър – Благоевград, от 1971 до 1997 г. в Народен театър на младежта, а от 1998 до 1999 г. е директор на Държавния сатиричен театър.
Активно се занимава с дублаж от 70-те години до началото на 21 век. Озвучава филми и сериали за Българска телевизия и Мулти Видео Център, измежду които „Семейство Флинтстоун“, „Семейство Мейзга“, „Ум белият делфин“, „Мишел Ваян“, „Железният човек“ и други.
За кратко е женен за Грета Ганчева, но двамата се развеждат. Имат една дъщеря, журналистката Мила Кудрина.
През 1977 г. се жени за актрисата Маргарита Пехливанова, с която са заедно до смъртта му през 2007 г. Имат един син, Васил Бъчваров.
Погребан е в Централните софийски гробища.

## Телевизионен театър
- „Обратен удар“ (1988) (Димитър Василев)
- „Маневра за отплаване“ (1987) (Кръстю Дренски)
- „Хляб наш насущний“ (1986) (Първан Стефанов)
- „Джин и медени питки“ (1982) (Нийл Саймън)
- „Моцарт и нервна система“ (1980) (Иван Радоев)
- „Гешефт“ (1980) (Октав Мирбо)
- „Левски“ (1977) (от Васил Мирчовски, реж. Гертруда Луканова)
- „Младоженецът“ (1977) Емил Манов)
- „Скъперникът“ (1972) (Молиер)
- „Черната стрела“ (1974) (Йордан Добрев)

## Филмография
| Година      | Филми и Сериали                       | Серии  | Копродукции | Роля |
| ----------- | ------------------------------------- | ------ | ----------- | --- |
| 2005        | Патриархат (тв сериал)                | 7      |             | (в серия: III)                                                                                          |
| 2002 – 2003 | Камера! Завеса! (тв сериал)           | 6      |             | бай Атанас в 3 серии (I, II, III)                                                                       |
| 1989        | Заплахата                             |        |             | |
| 1987        | Каменната гора                        |        |             | |
| 1984        | Денят на владетелите                  | 2      |             | Ставракий, син и съуправител на Никифор I Генник (във II-ра част)                                       |
| 1984        | Издирва се... (тв)                    |        |             | |
| 1983        | Константин Философ (тв сериал)        | 6      |             | регент Синклит                                                                                          |
| 1983        | Д-р Петър Берон (тв сериал)           | 2      |             | абат Степанус                                                                                           |
| 1982        | Среща на силите                       |        |             | княз Церетелев                                                                                          |
| 1981        | Руският консул (тв сериал)            | 2      |             | френският консул Шампоазо                                                                               |
| 1980        | Спилитим и Рашо (тв сериал)           | 20     |             | Петручо (в XIII серия: „Кой за какво се кара“)                                                          |
| 1979        | Момчето с окарината (тв сериал)       | 3      |             | комунистът Чавдар                                                                                       |
| 1978        | Селцето (тв сериал)                   | 5      |             | партизанинът Стоядин                                                                                    |
| 1978        | Летище край морето                    |        |             | Христо, колега и ухажор на Веселина                                                                     |
| 1977        | Петимата от РМС (тв сериал)           | 5      |             | предателят Апостол Петрунов, член на ОК на РМС в Пловдив (в 5 серии: I до V вкл.)                       |
| 1977        | Два пъти ура за ваканцията            | 3 нов. |             | Дойчин (в III: „Щастието ми е в опасност“)                                                              |
| 1976        | Етюд за осата                         |        |             | приятелят                                                                                               |
| 1974        | Трудна любов                          |        |             | |
| 1974        | Селкор                                |        |             | |
| 1967 – 1974 | Произшествие на сляпата улица         | 6      |             | Петър Гоцев, осиновения племенник, студент по медицина от Русе (във II серия: „Нещастен случай“ - 1974) |
| 1973        | Последна проверка (тв сериал)         | 12     |             | |
| 1971 – 1972 | Това спокойно всекидневие (тв сериал) | 3      |             | |
| 1969        | С особено мнение                      |        |             | |
| 1969 – 1971 | Демонът на империята (тв сериал)      | 10     |             | турчин                                                                                                  |
| 1969        | Един миг свобода                      | 2 нов. |             | затворникът Васил (във I новела: „Старецът“)                                                            |
| 1968        | Процесът                              |        |             | Жан |

## Кариера на озвучаващ актьор
- „Семейство Мейзга“ (70-те години) – Емзеперикс (MZ/X) (в първите епизоди е Коста Карагеоргиев) и Г-н Мариш
- „Ум белият делфин“ (1976), 13 епизода – Жан Себастиян
- „Джейми и вълшебното фенерче“ (1982) (Jamie and the Magic Torch) – Всичките персонажи
- „Татко Барба“ (1984) (Barbapapa)
- „Семейство Флинтстоун“ (1987) (The Flintstones), 166 епизода – Фред Флинтстоун (Алън Рийд)
- „Шнорхелите“ (1988) (The Snorks)
- „Пиф и Еркюл“ (1989 – 1990) (Pif et Hercule), 190 епизода – Допълнителни гласове
- „Мишел Ваян“ (1990) – Лидера
- „Семейство Флинтстоун: Яба Даба Ду!“ (дублаж на Мулти Видео Център, 1996) (I Yabba-Dabba Do!) – Фред Флинтстоун (Хенри Кордън)
- „Коледата на семейство Флинтстоун“ (дублаж на Мулти Видео Център, 1996) (A Flintstone Family Christmas) – Фред Флинтстоун (Хенри Кордън)
- „Коледната песен на семейство Флинтстоун“ (дублаж на Мулти Видео Център, 1996) (A Flintstones Christmas Carol) – Фред Флинтстоун (Хенри Кордън)
- „Приключенията на равина Жакоб“ (1997) (Les aventures de Rabbi Jacob) – Виктор Пивер
- „Железният човек“ (края на 90-те години) 1 сезон, 13 епизода (Iron Man: The Animated Series) – МОДОК
- „Фантастичната четворка“ (The Fantastic Four) (90-те години) 1 сезон, 13 епизода – Джони Сторм / Човекът-факла
- „Мариан Първа“ (края на 90-те години)
- „Бебето беглец“ (края на 90-те години) (Baby's Day Out) – Едгар „Еди“ Мозър (Джо Мантеня)
- „Семейство Флинтстоун (филм)“ (първи и втори дублаж на БНТ, 1996 и 2001) (The Flintstones) – Фред Флинтстоун (Джон Гудмън)
- „Семейство Флинтстоун: Да живее Рок Вегас“ (дублаж на Александра Аудио, 2001) – Фред Флинтстоун (Марк Ади)